# لزمة
اللزمة وجمعها لزمات هي اعتراض (موسيقى) أي فاصل بين مقاطع الأغنية، يؤدّى عزفاً بالآلات الموسيقية ومتعارف عليه في الموسيقى العربية 